# Artocarpus heterophyllus
El árbol de yaca, jaca, nanca o langcá, 'nanjeao panapén (Artocarpus heterophyllus Lam.) es una especie vegetal perteneciente a la familia de las moráceas. Es originaria de Indonesia, aunque también se cree que pudo ser originaria de la India. Asimimo, en Asia se encuentra la mayor diversidad genética entre los miles de islas, de acuerdo con muchos investigadores en botánica y dispersión genética. También se distribuye al sur y sudeste de Asia. Este árbol produce la fruta nacional de Bangladés y de Indonesia. Posee grandes similitudes con el árbol del pan (Artocarpus altilis), originario de Indonesia y Melanesia.
El interior de la fruta es de color entre amarillo y naranja, parecido al mango. Su jugo es ligeramente ácido y profundamente dulce, con un sabor que recuerda a la mezcla de mango con naranja además de otros sabores como el plátano, la manzana, la guanabana, la papaya, la piña, aunque tiene un sabor propio. A causa de esta peculiar mezcla de sabores, se le conoce por locales de Latinoamérica como la fruta con el sabor de todas las frutas .

## Descripción
Es un árbol perennifolio que alcanza un tamaño de 10-15 (-20) m de alto con copa densa. Tronco de 3-4 m de circunferencia, con corteza de color marrón rojizo, lisa, ramitas jóvenes glabras. Hojas con 2-3 cm de largo pecíolo; elípticas a obovadas de (5 -) 8-15 (-20) cm de largo, (3.5-) 4-10 (-12) cm de ancho, coriáceas, enteras o 3 lóbulos en los brotes jóvenes, de color verde oscuro y brillante en el haz, glabra,  base cuneada, obtusa a subaguda en las puntas; estípulas grandes, espatáceas, de 5-8 cm de largo. 
La inflorescencia masculina es terminal o axilar, cilíndrica a claviforme, (2.5-) 3-8 (-10) cm de largo, 1-2.5 cm de ancho; pedúnculos de hasta 6 cm de largo. Inflorescencia femenina en el tronco principal y las ramas viejas, cilíndrica u oblonga, tuberculada y de mayor tamaño que la masculina. 
El fruto es un sincarpo oblongo-globoso, colgando en el tronco, masivo, 25-100 cm de largo, 20-25 cm de diámetro, carnoso, tubérculos, marrón externamente, pulpa que va del rojo al anaranjado, así como del amarillo al blanco. 
Las semillas son de forma aproximadamente reniforme, de 2-3 cm de largo, integradas en la pulpa. Entre sus propiedades organolépticas se percibe un sabor semejante al mango y a la piña. El fruto puede llegar a pesar desde los 30 hasta los 50 kilogramos. Se considera una fruta exótica y tropical, por lo que necesita de cuidados pero sobre todo buenas condiciones climáticas. Puede producir todo el año siempre que esté en constante cuidado y regando continuamente.

## Sabor
La fruta tiene un distintivo aroma dulce y afrutado. En un estudio de los volátiles del sabor en cinco cultivares de yaca, los principales compuestos orgánicos volátiles detectados fueron isovalerato de etilo, isovalerato de propilo, isovalerato de butilo, isovalerato de isobutilo, acetato de 3-metilbutilo, 1-butanol y 2-metilbutano-1-ol.
Se sabe que una yaca completamente madura y sin abrir "emite un fuerte aroma" - quizás desagradable - con el interior de la fruta descrito con olor a piña y plátano. Una vez tostadas, las semillas pueden utilizarse como alternativa comercial al sabor de chocolate.

## Valor nutricional
| Componente           | Valor |
| -------------------- | --- |
| kJ                   | 397 (95 KCal) |
| proteína             | 1.72 g |
| grasa                | 0.64 g |
| carbohidratos        | 23.25 g |
| fibra                | 1.5 g |
| azúcares             | 19.08 g |
| agua                 | 73.5 g |
| Calcio mg            | 24 |
| Fe mg                | 0.23 |
| magnesio mg          | 29 |
| Fósforo mg           | 21 |
| Potasio mg           | 448 |
| Sodio mg             | 2 |
| Zinc mg              | 0.13 |
| Manganeso mg         | 0.043 |
| Vitamina C mg        | 13.8 |
| Tiamina mg           | 0.105 |
| Riboflavina mg       | 0.055 |
| Niacina mg           | 0.92 |
| Ácido pantoténico mg | 0.235 |
| Vitamina B6 mg       | 0.329 |
| Folato ug            | 24 |
| Vitamina A ug        | 5 |
| Betacaroteno ug      | 61 |
| Luteína ug           | 157 |
| Vitamina E mg        | 0.34 |
| Fuente:              | USDA :Enlace a la entrada en la base de datos de USDA (enlace roto disponible en Internet Archive; véase el historial, la primera versión y la última). |

La pulpa comestible está compuesta de un  74% de agua, un 23% de carbohidratos, un 2% proteína, y un 1% grasa. El componente carbohidrato est compuesto fundamentalmente de azúcares, y es una fuente de fibra dietética. En una porción de 100 gramos (3,5 oz), la yaca cruda proporciona 95 kcal (397,7 kJ), y es una fuente rica (20% o más del Valor Diario, DV) de vitamina B6 (25% DV). Contiene niveles moderados (10-19% VD) de vitamina C y potasio, sin un contenido significativo de otros micronutrientes.

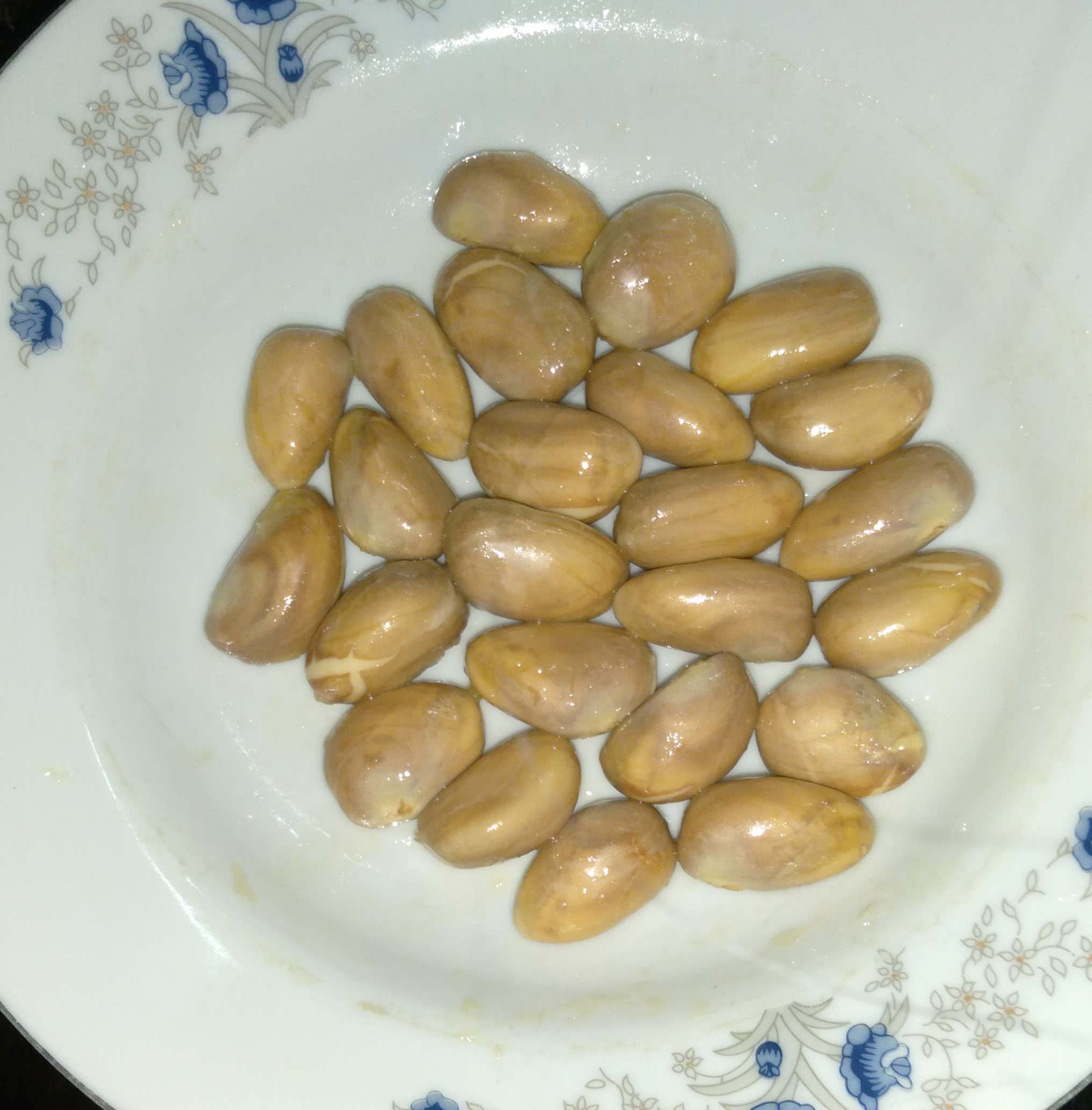
Semillas de yaca

La yaca puede ser una solución parcial para la seguridad alimentaria en los países en vías de desarrollo.

## Madera
El árbol de jaca da una madera preciosa de color amarillo dorado. Esta madera es muy popular  para la fabricación de muebles y marquetería debido a su fuerte coloración. Se le considera superior a la madera de teca. La madera es resistente a las termitas.  También se puede utilizar en la construcción. La madera a veces se utiliza para la fabricación de las partes de percusión de madera del Gamelán. También se utiliza en otros instrumentos musicales del sudeste asiático.

## Significación cultural
La yaca ha desempeñado un papel importante en la agricultura india durante siglos. Hallazgos arqueológicos en la India han revelado que la yaca se cultivaba en la India hace entre 3000 y 6000 años. También se ha cultivado ampliamente en el sudeste asiático.
La ornamentada tabla de madera llamada avani palaka, hecha con la madera del árbol de la yaca  se utiliza como asiento del sacerdote durante las ceremonias hindúes en Kerala. En Vietnam, la madera de yaca es muy apreciada para la fabricación de estatuas budistas en los templos El duramen es utilizado por los monjes budistas del bosque en el sudeste asiático como tinte, dando a las túnicas de los monjes de esas tradiciones su distintivo color marrón claro.
La yaca es la fruta nacional de Bangladés, y la fruta de los estados federados indios de Kerala (en donde se celebran los festivales de la yaca) y Tamil Nadu.

## Taxonomía
Artocarpus heterophyllus fue descrita por Jean-Baptiste Lamarck y publicado en Encyclopédie Méthodique, Botanique 3: 209. 1789.
Sinonimia
- Artocarpus brasiliensis Ortega
- Artocarpus maximus Blanco
- Artocarpus nanca Noronha
- Artocarpus philippensis Lam.[17]

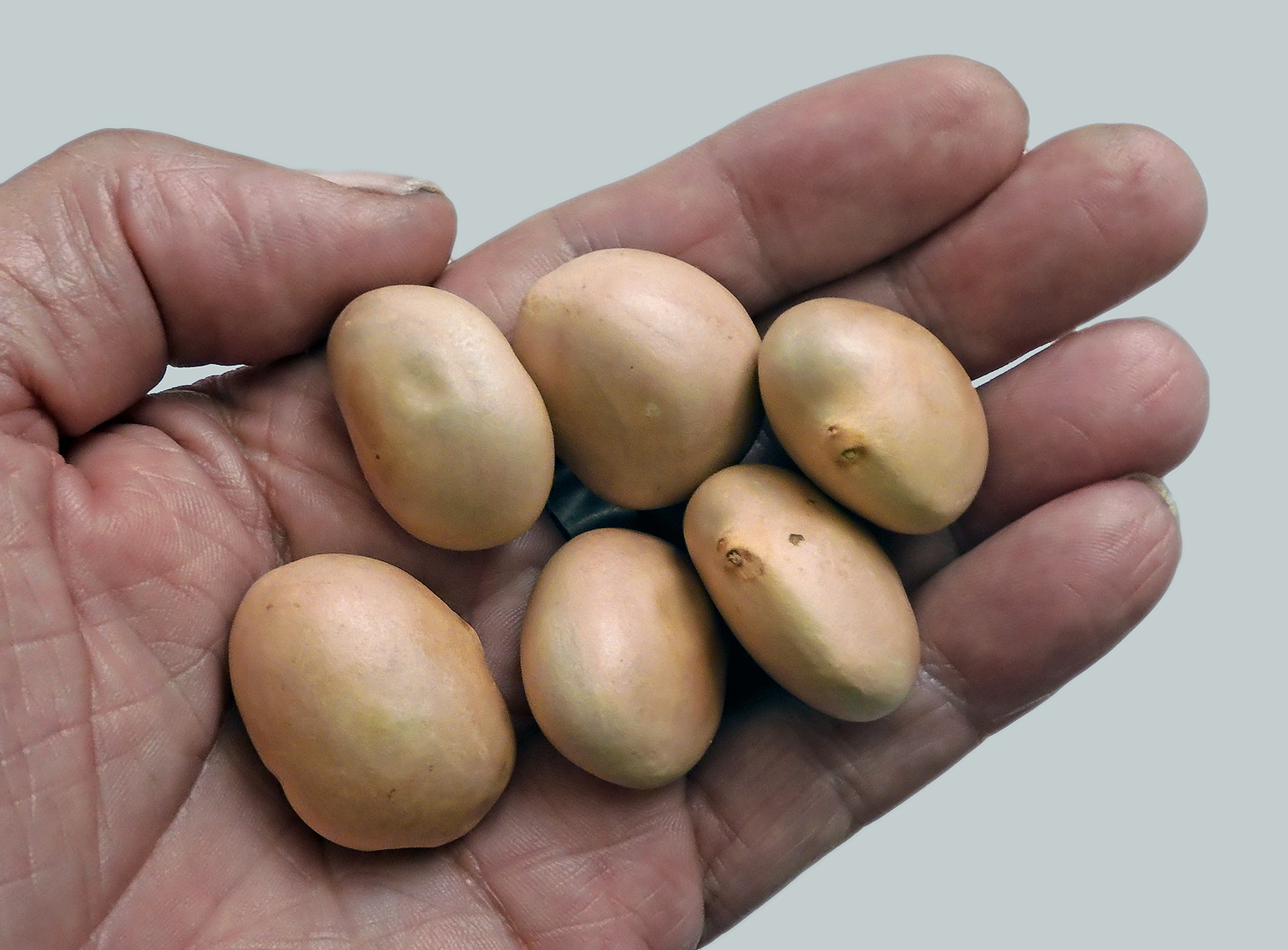
Las semillas de la yaca son comestibles después de pelarlas y recuerdan el sabor de las papas.
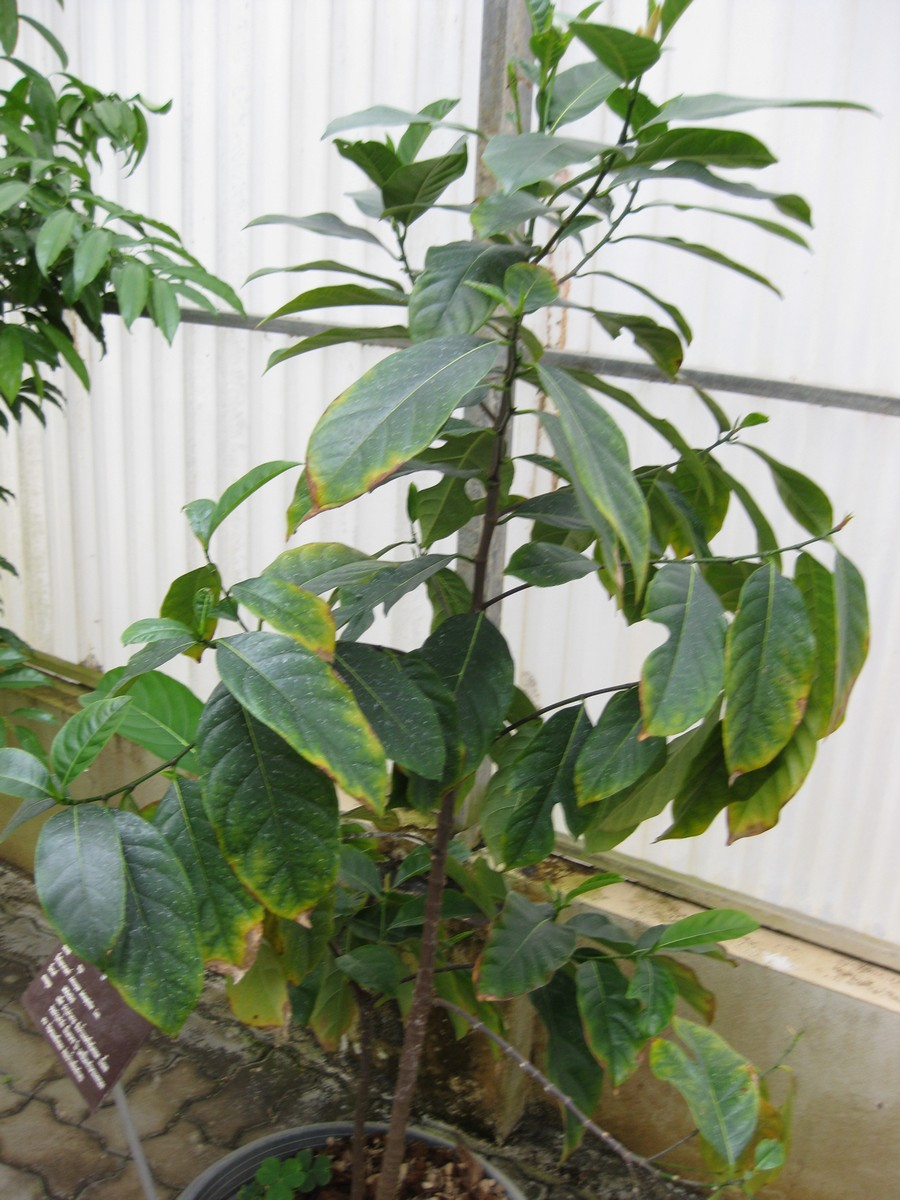
Planta joven.
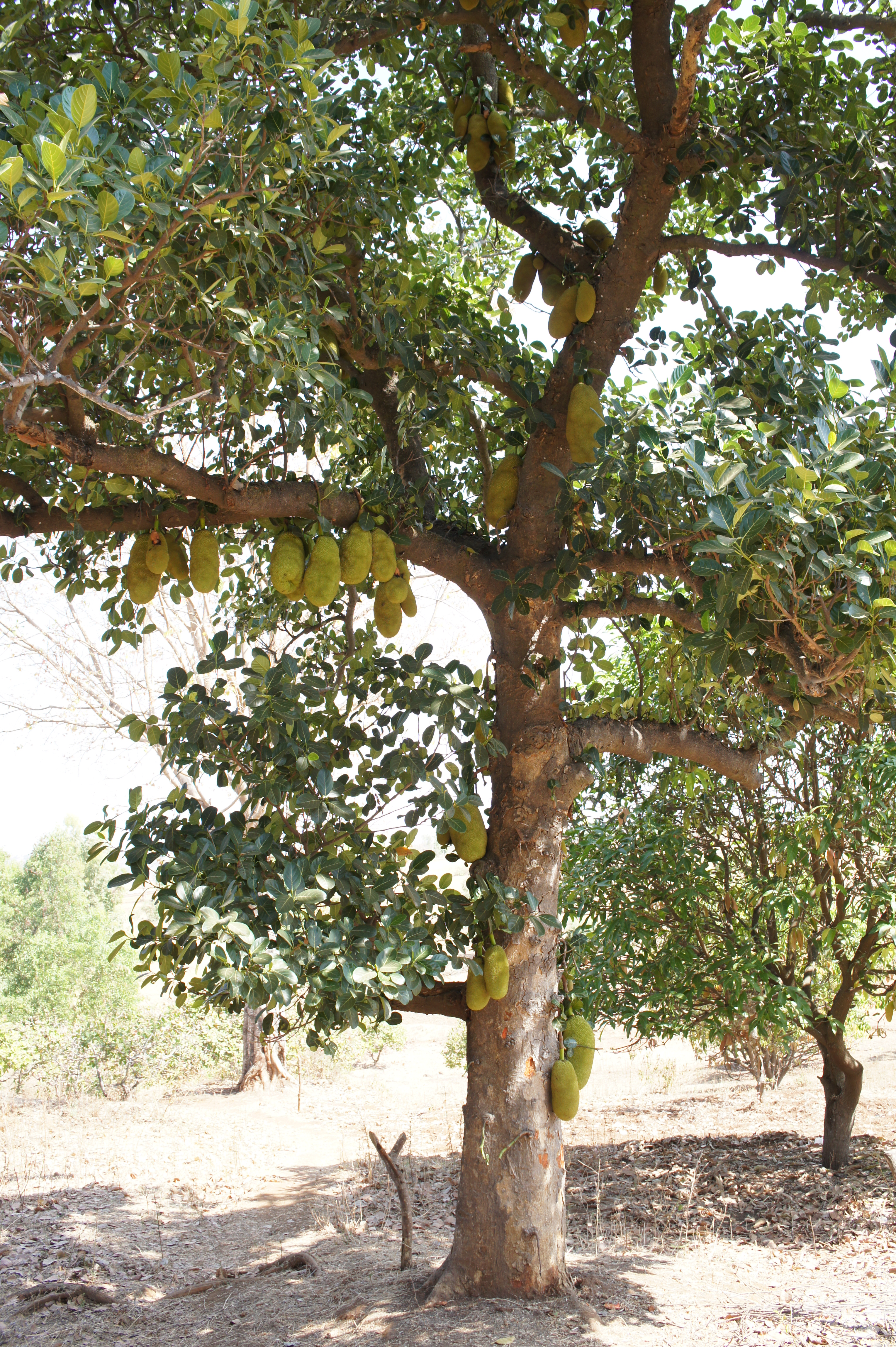
Vista del árbol con frutos.
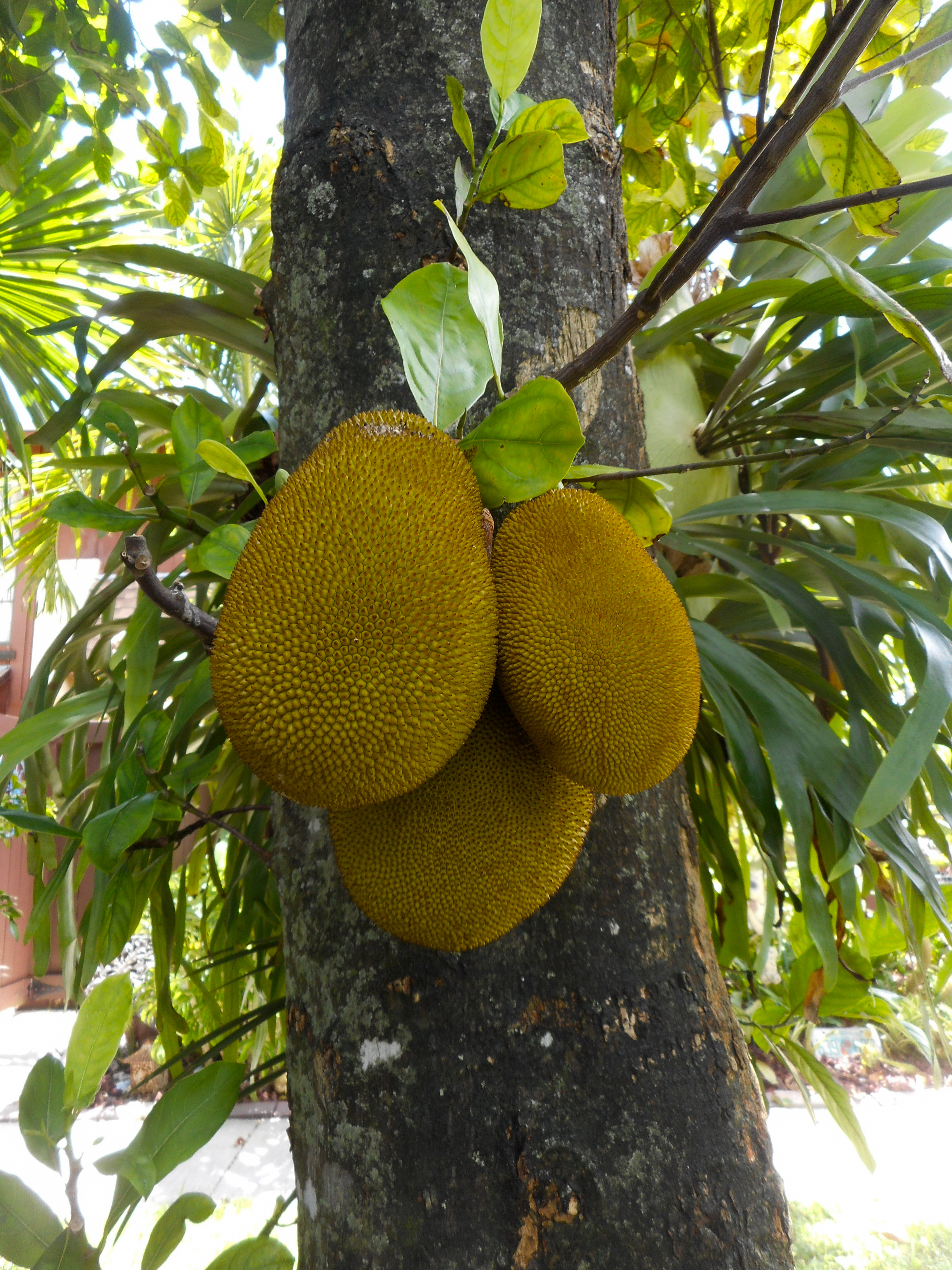
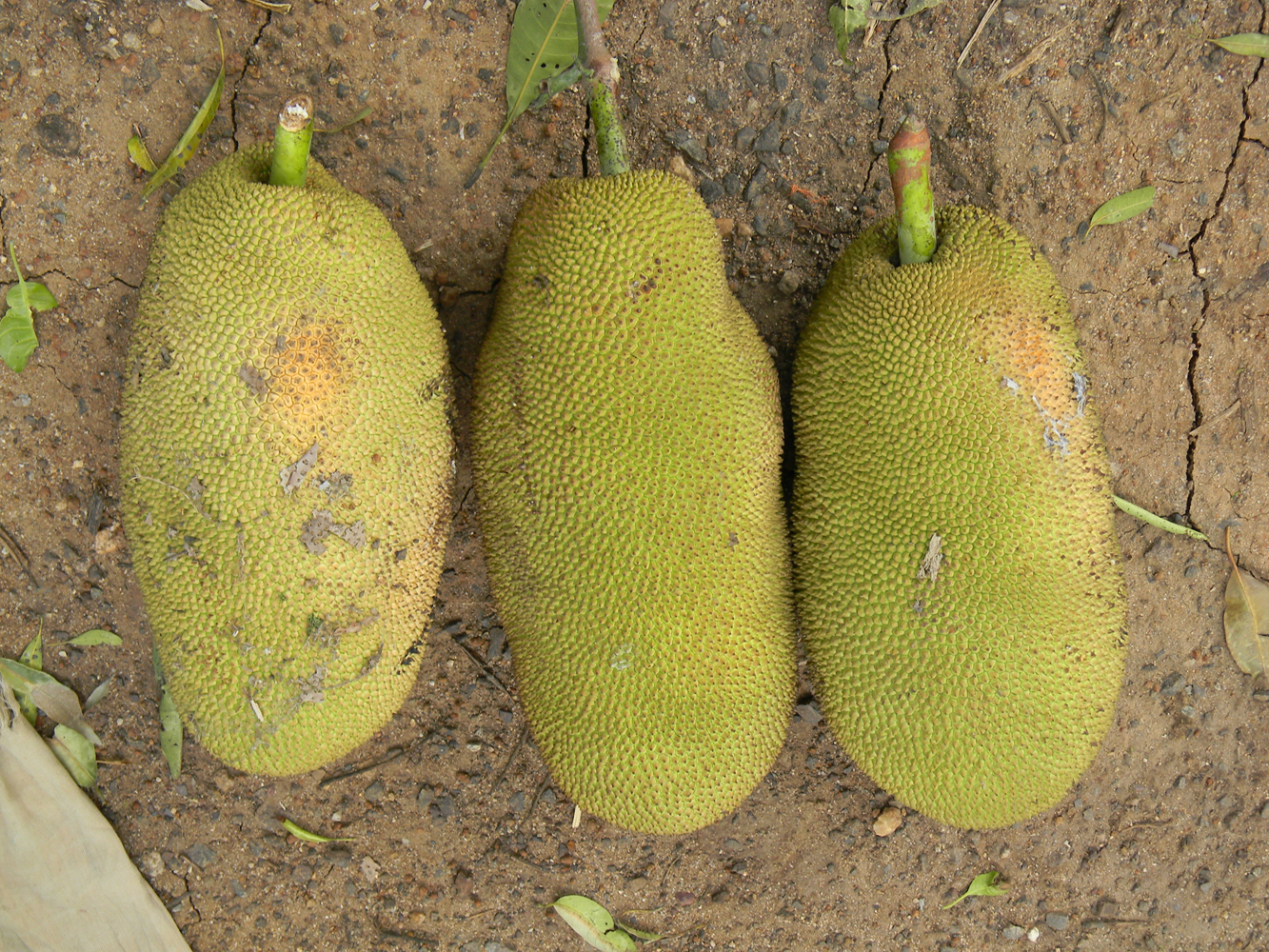
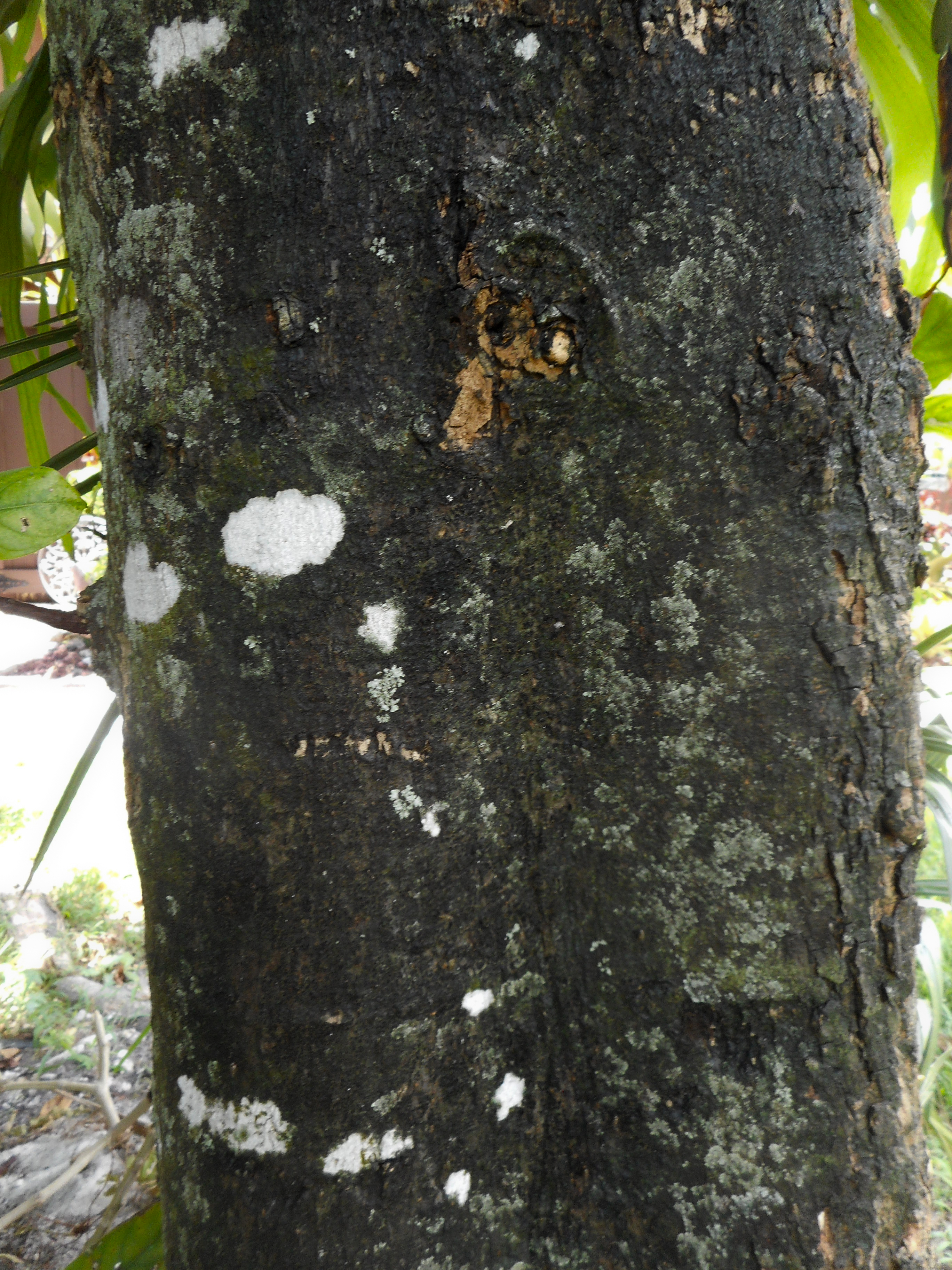
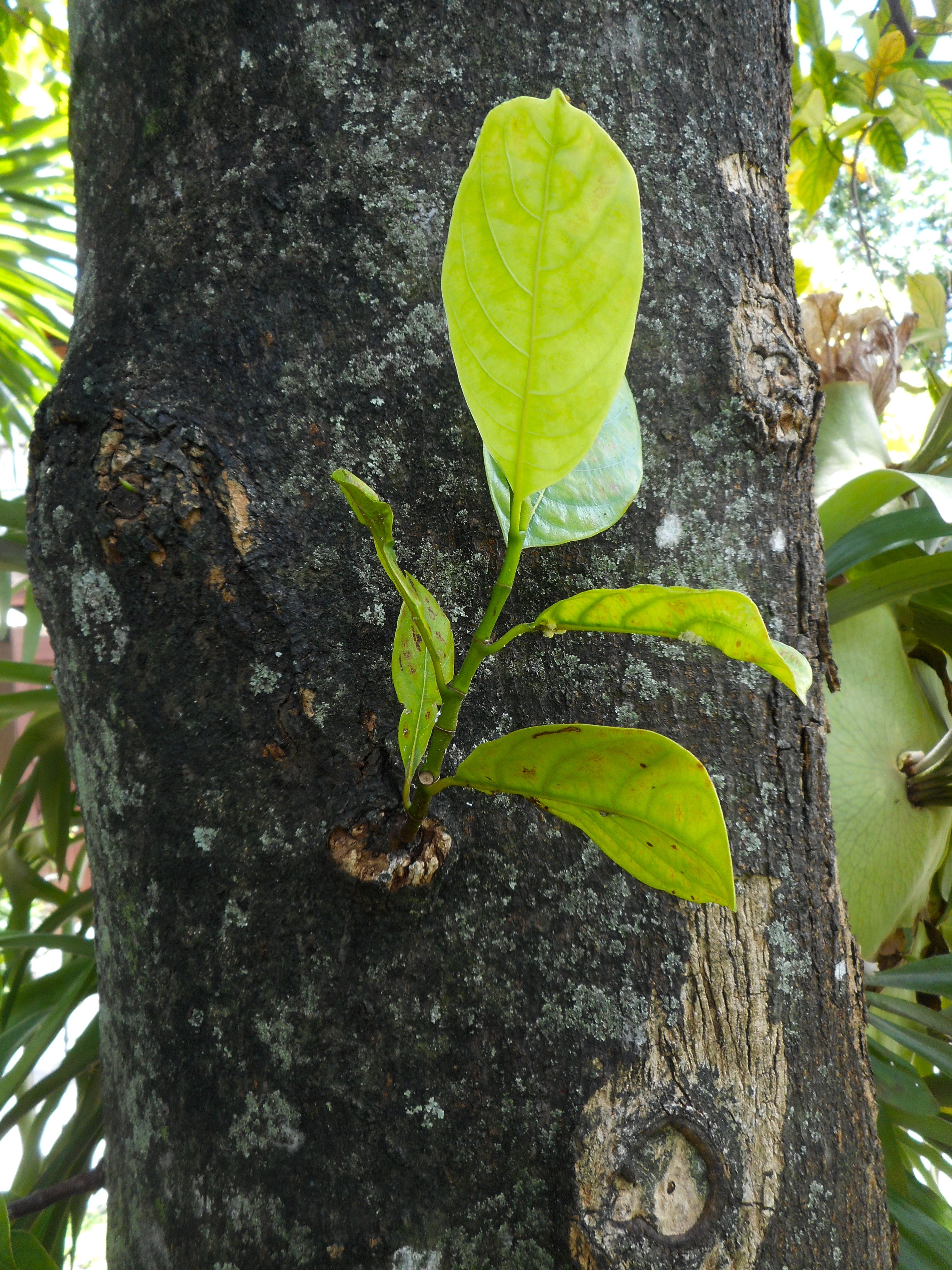

- Árbol del pan

## Como posible especie invasora
En Brasil, el árbol de la yaca puede convertirse en una especie invasora, como el bosque del Parque Nacional da Tijuca de Río de Janeiro de Brasil o en el Horto Florestal de la vecina Niterói. El Tijuca es en su mayor parte un bosque secundario artificial, cuya plantación comenzó a mediados del siglo XIX; los árboles de yaca han formado parte de la flora del parque desde su fundación.[cita requerida]
La especie se ha expandido excesivamente porque sus frutos, que caen naturalmente al suelo y se abren, son comidos con avidez por pequeños mamíferos, como el tití común y el coatí. Las semillas son dispersadas por estos animales, propagando árboles de yaca que compiten por el espacio con las especies de árboles nativos. El suministro de jaca ha permitido la expansión de las poblaciones de tití y coatí. Dado que ambos se alimentan de forma oportunista de huevos y polluelos de aves también, el aumento de las poblaciones de tití y coatí es perjudicial para las aves locales.[cita requerida]

## Historia
El árbol de la yaca se domesticó de forma independiente en el sur y el sureste de Asia, como indican los nombres del sureste asiático que no derivan de la raíz del idioma sánscrito. Probablemente fue domesticado por primera vez por los austronesios en Java o en la Península Malaya. La fruta se introdujo posteriormente en Guam a través de los colonos filipinos cuando ambos formaban parte de las Indias Orientales Españolas del Imperio Español. Es la fruta nacional de Bangladés y la fruta estatal de Kerala.

## Etimología
.

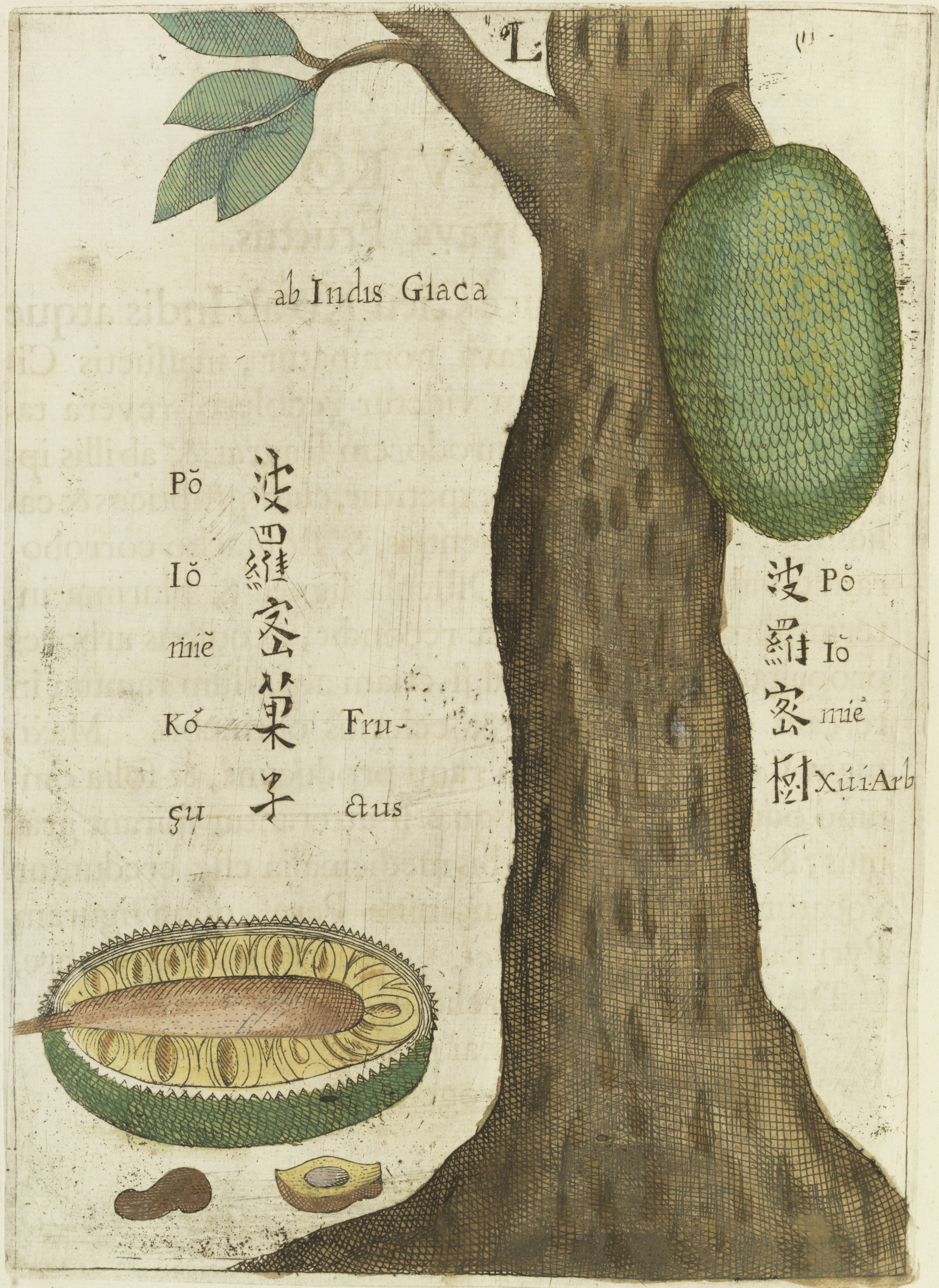
Árbol de jaca ilustrado en uno de los primeros libros de historia natural sobre China por su autor el misionero jesuita Michael Boym en 1656

El término palabra yaca proviene del Portuguese jaca, que a su vez deriva del término en lengua malayalam chakka (Malayalam: chakka pazham), cuando  los portugueses llegaron a la India en Kozhikode (Calicut) en la Costa de Malabar (Kerala) en 1499. Más tarde el nombre malayalam ചക്ക (cakka) fue registrado por Hendrik van Rheede (1678-1703) en el Hortus Malabaricus, vol. iii en latín. Henry Yule tradujo el libro de Jordanus Catalani  (fl. 1321-1330)  al inglés en Mirabilia descripta: the wonders of the East. Este término deriva a su vez de la raíz proto-dravidiana kā(y) ("fruta, verdura").